# Yunus Pascha

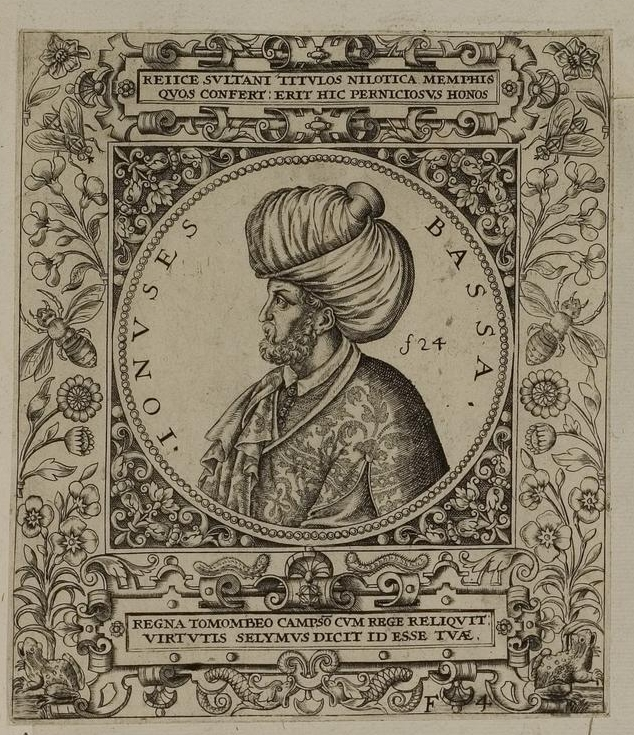
Yunus Pascha

Yunus Pascha (* 15. Jahrhundert; † 13. September 1517 in Tokat) war ein osmanischer Staatsmann und Großwesir des Osmanischen Reiches vom 30. Januar 1517 bis zu seinem Tode am 30. September desselben Jahres.

## Leben
Yunus war albanischer oder bulgarischer Herkunft. Im Rahmen der Knabenlese kam er in den Sultanspalast nach Istanbul, konvertierte zum Islam und besuchte die Enderun-Palastschule. Yunus begann mit einer Stelle beim Defterdar und fungierte als Kapıcıbaşı. Ab 1505 gehörte er den Janitscharen an und wurde eventuell auch Ağa (Oberkommandeur) des Janitscharen-Korps. Er erlebte das Erdbeben in Istanbul im Jahr 1509 und war wohl am Wiederaufbau der Stadt beteiligt. Im Jahr 1511 wurde er Wesir bei der Hohen Pforte und Beylerbey (Provinzgouverneur) des Eyâlet Anatolien.
Yunus Pascha spielte im Osmanischen Mamlukenkrieg (1516–1517) eine bedeutende Rolle. Nach dem osmanischen Sieg in der Schlacht von Mardsch Dabiq im Jahr 1516 mobilisierte Yunus Pascha seine Truppen als Oberbefehlshaber und eroberte Aleppo, sowie anschließend in schneller Folge die Städte Hama, Homs und Damaskus. Nach der Schlacht von Raydaniyya marschierte Yunus nach Kairo und nahm die Stadt nach einer dreitägigen Belagerung mit seinen Janitscharen für das Osmanische Reich ein.
Aufgrund seiner Erfolge und des Todes des Großwesirs Hadım Sinan Pascha im Kampf während der Schlacht von Raydaniyya am 22. Januar 1517 wurde Yunus Pascha acht Tage später, am 30. Januar, zum Großwesir des Osmanischen Reiches ernannt. Kurz danach wurde er zusätzlich Gouverneur von Ägypten. Nachdem Yunus Pascha diese Doppelämter innegehabt hatte, gründete er angeblich ein Syndikat aus Bestechung und Erpressung. Nachdem Nachrichten über Korruption den Sultan erreicht hatten, widerrief Selim I. die Berufung in das Gouverneursamt und übertrug dieses an Hayır Bey, sodass Yunus Pascha nur das Amt des Großwesirs blieb.
Es wird vermutet, dass Sultan Selim I. Yunus Pascha hinrichten ließ, weil dieser wütend gegen die Beförderung von Hayır Bey zum Gouverneur Ägyptens protestiert hatte. Grund dafür könnte die ethnische Zugehörigkeit des Nachfolgers gewesen sein, aber auch Verbitterung darüber, dass Yunus Pascha sein Gouvernement verloren hatte, obwohl er derjenige war, der Ägypten für das Osmanische Reich erobert hatte. Was auch immer der Grund war: Yunus Pascha wurde am 13. September 1517 durch Enthauptung hingerichtet.